# Vlag van Mexico (staat)

Vlag van Mexico (ratio 4:7)

De niet-officiële vlag van de staat Mexico (niet te verwarren met de Mexicaanse nationale vlag) toont het wapen van de staat Mexico centraal op een witte achtergrond, waarbij de hoogte-breedteverhouding van de vlag net als die van de nationale vlag 4:7 is.
Net als de meeste andere staten van Mexico heeft de staat Mexico geen officiële vlag, maar wordt de hier rechts afgebeelde vlag op niet-officiële wijze gebruikt.

## Vlaggen van gemeenten

Vlag van Tequixquiac